# Frankenbahn
| | |                                                  |                                                  |
| Streckennummer (DB): | 4800 (Stuttgart–Bietigheim-B.) 4801 (Vorortgleise Stuttgart) 4802, 4804 (Gütergl. S Hbf–S Nord) 4900 (Bietigheim-B.–Osterburken) 4910 (Gütergl. HN–Klingenb.–Hbf) 4120 (Osterburken–Heidingsfeld) |                                                  |                                                  |
| Kursbuchstrecke (DB): | 780 770 (Stuttgart–Bietighm–Bruchsal) 790.4, 790.5 (S-Bahn Stuttgart) 705 (Heilbronn–Eberb.–Heidelb.) 706 (Heilbronn–Sinsh.–Heidelb.)                                                             |                                                  |                                                  |
| Kursbuchstrecke: | 322 (1946) 320 (Stuttgart Hbf – Bietigheim (Württ) 1946) 327 (Stuttgart Hbf – Stuttgart-Zuffenhausen 1946) 321a (Heilbronn Hbf – Bad Fr-Jagstfeld 1946) 324b (Königshofen (Baden) – Lauda 1946)   |                                                  |                                                  |
| Streckenlänge: | 173,9 km |                                                  |                                                  |
| Spurweite: | 1435 mm (Normalspur) |                                                  |                                                  |
| Stromsystem: | 15 kV 16,7 Hz ~ |                                                  |                                                  |
| Maximale Neigung: | 15 ‰ |                                                  |                                                  |
| Minimaler Radius: | 312 m |                                                  |                                                  |
| Streckengeschwindigkeit: | Stuttgart–Neckarsulm: 140 km/h, Neckarsulm–Würzburg: 120 km/h |                                                  |                                                  |
| Zugbeeinflussung: | PZB |                                                  |                                                  |
| Zweigleisigkeit: | Stuttgart–Züttlingen, Möckmühl–Würzburg-Heidingsfeld West Ültg |                                                  |                                                  |
| | |                                                  |                                                  |
| \| \| 0,0 \| Stuttgart Hbf \| 247 m \| \| \| \| Verbindungsbahn S 1S 2S 3S 4S 5S 6S 60 \| \| \| \| \| nach Neu-Ulm S 1S 2S 3 \| \| \| \| 1,1 \| Überwerfungsbauwerk über die Filstalbahn (204 m) \| Überwerfungsbauwerk über die Filstalbahn (204 m) \| \| \| 1,4 \| Bft Stuttgart Hbf Gw Prag \| Bft Stuttgart Hbf Gw Prag \| \| \| \| nach Horb \| \| \| \| 2,3 \| Ehmannstraße (56 m) \| Ehmannstraße (56 m) \| \| \| 2,7 \| Stuttgart Nordbahnhof \| 268 m \| \| \| \| von Stuttgart Hbf Nord \| \| \| \| 3,5 \| Bft Stuttgart Nord Gbf Em \| 273 m \| \| \| 3,6 \| Pragtunnel (680 m) \| Pragtunnel (680 m) \| \| \| \| Industriebahn Feuerbach \| \| \| \| \| \| \| \| \| 4,7 \| Stuttgart-Feuerbach \| 279 m \| \| \| \| Industriebahn Feuerbach \| \| \| \| \| Industriebahn Feuerbach \| \| \| \| 6,585 / 6,4+184 \| Stuttgart-Zuffenhausen \| 281 m \| \| \| 6,4+201,36,6+0,0 \| Kilometrierungssprung Strecke 4801 \| Kilometrierungssprung Strecke 4801 \| \| \| \| nach Calw S 6S 60 \| \| \| \| \| nach Kornwestheim Rbf SW / SO \| \| \| \| 8,2 \| Schnellfahrstrecke nach Mannheim \| Schnellfahrstrecke nach Mannheim \| \| \| \| Verbindung von S-Untertürkheim–SFS / –Rbf \| \| \| \| \| von Stuttgart-Untertürkheim \| \| \| \| 10,5 \| Kornwestheim Pbf \| 301 m \| \| \| 12,2 \| Abzw Kornwestheim Karlshöhe \| Abzw Kornwestheim Karlshöhe \| \| \| \| von Kornwestheim Rbf Nord-Ost \| \| \| \| \| von Kornwestheim Rbf Nord-West \| \| \| \| 14,0 \| Ludwigsburg \| 295 m \| \| \| \| nach Backnang S 4 \| \| \| \| \| nach Markgröningen \| \| \| \| 17,6 \| Asperg \| 268 m \| \| \| 20,2 \| Tamm (Württ) \| 250 m \| \| \| \| von Backnang (bis 1945) \| \| \| \| 23,6 \| Bietigheim-Bissingen S 5 \| 220 m \| \| \| \| Westbahn nach Bruchsal \| \| \| \| 28,0 \| Bk Forst \| Bk Forst \| \| \| 28,5 \| Enz, B 27 (205 m) \| Enz, B 27 (205 m) \| \| \| 29,802 \| Besigheim \| 192 m \| \| \| 30,400 \| Awanst Besigheim BASF (bis 2014) \| Awanst Besigheim BASF (bis 2014) \| \| \| 32,032 \| Walheim (Württ) \| 185 m \| \| \| 34,900 \| Kirchheim (Neckar) Gla Fa Cronimet (Awanst) \| Kirchheim (Neckar) Gla Fa Cronimet (Awanst) \| \| \| 35,151 \| Kirchheim (Neckar) \| 180 m \| \| \| 36,400 \| Kirchheimer Tunnel (584 m) \| Kirchheimer Tunnel (584 m) \| \| \| \| ehem. von Leonbronn (bis 1995) \| \| \| \| 40,511 \| Lauffen (Neckar) \| 172 m \| \| \| 46,475 \| Nordheim (Württ) \| 163 m \| \| \| 48,000 \| Klingenberg (Württ) \| 161 m \| \| \| 49,200 \| Heilbronn-Klingenberg (seit 1975) \| Heilbronn-Klingenberg (seit 1975) \| \| \| 50,200 \| Heilbronn Gbf Süd \| Heilbronn Gbf Süd \| \| \| 50,600 \| Heilbronn-Böckingen \| 159 m \| \| \| 51,242 \| Heilbronn Gbf \| Heilbronn Gbf \| \| \| \| ehem. zur Kraichgaubahn \| \| \| \| \| von Karlsruhe S 4 \| \| \| \| 52,000 \| Kanalhafen Heilbronn (107 m) \| Kanalhafen Heilbronn (107 m) \| \| \| \| Hafenbahn Heilbronn \| \| \| \| \| Stadtbahn HN West-Ost (seit 2001) S 4 \| \| \| \| 52,4+157 \| Heilbronn Hbf \| 158 m \| \| \| 52,4+204,052,6+0,0 \| Kilometrierungssprung Strecke 4900 \| Kilometrierungssprung Strecke 4900 \| \| \| \| nach Crailsheim \| \| \| \| 53,100 \| Neckar (60 m) \| Neckar (60 m) \| \| \| 53,300 \| B 39 (61 m) \| B 39 (61 m) \| \| \| \| Industriebahn Heilbronn \| \| \| \| 53,903 \| Heilbronn Sülmertor \| 156 m \| \| \| \| Stadtbahn HN Nord \| \| \| \| 54,700 \| Industriebrücke (59 m) \| Industriebrücke (59 m) \| \| \| 57,600 \| Neckartalbrücke der A 6 (1350 m) \| Neckartalbrücke der A 6 (1350 m) \| \| \| \| Stadtbahn HN Nord von HN Harmonie S 41S 42 \| \| \| \| 58,160 \| Neckarsulm \| 155 m \| \| \| 58,691 \| Neckarsulm Mitte \| Neckarsulm Mitte \| \| \| 59,752 \| Neckarsulm Nord \| Neckarsulm Nord \| \| \| 61,385 \| Bad Friedrichshall Süd (in Bau) \| Bad Friedrichshall Süd (in Bau) \| \| \| 62,000 \| Bad Friedrichshall-Kochendorf \| 155 m \| \| \| 62,082 \| Bad Friedrichshall Kochendorf Audi (Abzw) \| Bad Friedrichshall Kochendorf Audi (Abzw) \| \| \| 62,145 \| Bad Friedrichshall-Kochendorf \| 155 m \| \| \| 62,5740062,57407 \| Kilometrierungssprung (Fehllänge 0,07 m) \| Kilometrierungssprung (Fehllänge 0,07 m) \| \| \| 62,600 \| Bad Friedrichshall Salzwerk (Awanst) \| Bad Friedrichshall Salzwerk (Awanst) \| \| \| 62,721 \| Kocher (14 m) \| Kocher (14 m) \| \| \| \| ehem. von Ohrnberg (bis 1993) \| \| \| \| 63,763 \| Bad Friedrichshall Hbf \| 155 m \| \| \| \| nach Sinsheim S 42 \| \| \| \| \| nach Neckarelz S 41 \| \| \| \| 67,100 \| Duttenberg-Obergriesheim (bis 1971) \| 156 m \| \| \| 68,830 \| Untergriesheim \| 160 m \| \| \| 73,578 \| Herbolzheim (Jagst) \| 161 m \| \| \| 75,121 \| Neudenau \| 164 m \| \| \| 78,699 \| Siglingen \| 176 m \| \| \| 81,618 \| Züttlingen \| 179 m \| \| \| 83,700 \| Jagst (144 m) \| Jagst (144 m) \| \| \| 85,040 \| Möckmühl \| 181 m \| \| \| \| ehem. nach Dörzbach (bis 1988) \| \| \| \| 91,159 \| Roigheim \| 201 m \| \| \| 91,79891,800 \| Kilometrierungssprung (Fehllänge 2 m) \| Kilometrierungssprung (Fehllänge 2 m) \| \| \| 93,114 \| Seckach (47 m) \| Seckach (47 m) \| \| \| 94,800 \| Sennfeld \| 217 m \| \| \| 98,044 \| Adelsheim Ost \| 232 m \| \| \| \| von Neckarelz S 1 \| \| \| \| 101,77681,287 \| Osterburken S 1 \| Osterburken S 1 \| \| \| 82,0+101,182,1+0,0 \| Kilometrierungssprung (Fehllänge 1 m) \| Kilometrierungssprung (Fehllänge 1 m) \| \| \| 85,961 \| Rosenberg (Baden) \| 292 m \| \| \| 88,900 \| Hirschlanden \| 302 m \| \| \| 93,067 \| Eubigheim \| 333 m \| \| \| 95,400 \| Seewiese (Kehrbahnhof) \| Seewiese (Kehrbahnhof) \| \| \| 96,083 \| Eubigheimer Tunnel (272 m) \| Eubigheimer Tunnel (272 m) \| \| \| 99,700 \| Uiffingen \| 313 m \| \| \| 99,960 \| Regionalbereichsgrenze Südwest/Süd \| Regionalbereichsgrenze Südwest/Süd \| \| \| 104,046 \| Boxberg-Wölchingen \| 260 m \| \| \| 105,900 \| Schweigern (Baden) \| 241 m \| \| \| 109,000 \| Unterschüpf \| 251 m \| \| \| 110,900 \| Sachsenflur \| 206 m \| \| \| \| von Crailsheim \| \| \| \| 113,620 \| Königshofen (Baden) \| 192 m \| \| \| 116,080 \| Lauda \| 192 m \| \| \| \| nach Wertheim \| \| \| \| 117,900 \| Eisenbahnbrücke Lauda; Tauber (81 m) \| Eisenbahnbrücke Lauda; Tauber (81 m) \| \| \| 118,416 \| Gerlachsheim \| 188 m \| \| \| 120,685 \| Grünbach (Üst) \| Grünbach (Üst) \| \| \| 122,923 \| Grünsfeld \| 205 m \| \| \| 126,481 \| Zimmern (Main-Tauber) \| 219 m \| \| \| 131,171 \| Wittighäuser Tunnel (138 m) \| Wittighäuser Tunnel (138 m) \| \| \| 131,671 \| Wittighausen (Hp Üst) \| 244 m \| \| \| 133,715 \| Gaubüttelbrunn \| 255 m \| \| \| 134,752 \| Landesgrenze Baden-Württemberg/Bayern \| Landesgrenze Baden-Württemberg/Bayern \| \| \| 136,394 \| Kirchheim (Unterfr) (seit 2001) \| Kirchheim (Unterfr) (seit 2001) \| \| \| 137,200 \| Kirchheim (Unterfr) (bis 2001) \| 285 m \| \| \| 139,700 \| Güterladestelle Moos (Unterfr) \| Güterladestelle Moos (Unterfr) \| \| \| 143,242 \| Geroldshausen \| 318 m \| \| \| 148,600 \| Reichenberg (Unterfr) (bis 1977) \| 251 m \| \| \| 149,410 \| Reichenberg (Unterfr) (seit 2010) \| Reichenberg (Unterfr) (seit 2010) \| \| \| 152,400 \| Talbrücke Heidingsfeld der A 3 (664 m) \| Talbrücke Heidingsfeld der A 3 (664 m) \| \| \| 153,702 \| Würzburg-Heidingsfeld West \| 184 m \| \| \| \| von Treuchtlingen \| \| \| \| 154,015 \| Würzburg-Heidingsfeld West Ültg (Bft) \| Würzburg-Heidingsfeld West Ültg (Bft) \| \| \| \| nach Würzburg Hbf \| \| | |                                                  |                                                  |
| | 0,0 | Stuttgart Hbf                                    | 247 m                                            |
| Abzweig geradeaus und von links | | Verbindungsbahn S 1S 2S 3S 4S 5S 6S 60           | Verbindungsbahn S 1S 2S 3S 4S 5S 6S 60           |
| Abzweig geradeaus und nach rechts | | nach Neu-Ulm S 1S 2S 3                           | nach Neu-Ulm S 1S 2S 3                           |
| Kreuzung geradeaus oben | 1,1 | Überwerfungsbauwerk über die Filstalbahn (204 m) | Überwerfungsbauwerk über die Filstalbahn (204 m) |
| Dienststation / Betriebs- oder Güterbahnhof | 1,4 | Bft Stuttgart Hbf Gw Prag                        | Bft Stuttgart Hbf Gw Prag                        |
| Abzweig geradeaus und nach links | | nach Horb                                        | nach Horb                                        |
| Brücke | 2,3 | Ehmannstraße (56 m)                              | Ehmannstraße (56 m)                              |
| S-Bahn-Halt | 2,7 | Stuttgart Nordbahnhof                            | 268 m                                            |
| Abzweig geradeaus und von links | | von Stuttgart Hbf Nord                           | von Stuttgart Hbf Nord                           |
| Dienststation / Betriebs- oder Güterbahnhof | 3,5 | Bft Stuttgart Nord Gbf Em                        | 273 m                                            |
| Tunnelanfang | 3,6 | Pragtunnel (680 m)                               | Pragtunnel (680 m)                               |
| Kreuzung (Querstrecke außer Betrieb) (im Tunnel) | | Industriebahn Feuerbach                          | Industriebahn Feuerbach                          |
| Tunnelende | |                                                  |                                                  |
| S-Bahn-Halt | 4,7 | Stuttgart-Feuerbach                              | 279 m                                            |
| Kreuzung geradeaus oben (Querstrecke außer Betrieb) | | Industriebahn Feuerbach                          | Industriebahn Feuerbach                          |
| Abzweig geradeaus und von links | | Industriebahn Feuerbach                          | Industriebahn Feuerbach                          |
| S-Bahnhof | 6,585 / 6,4+184 | Stuttgart-Zuffenhausen                           | 281 m                                            |
| Kilometer-Wechsel | 6,4+201,36,6+0,0 | Kilometrierungssprung Strecke 4801               | Kilometrierungssprung Strecke 4801               |
| Abzweig geradeaus und nach links | | nach Calw S 6S 60                                | nach Calw S 6S 60                                |
| Abzweig geradeaus und nach links | | nach Kornwestheim Rbf SW / SO                    | nach Kornwestheim Rbf SW / SO                    |
| Abzweig geradeaus und nach links | 8,2 | Schnellfahrstrecke nach Mannheim                 | Schnellfahrstrecke nach Mannheim                 |
| Kreuzung geradeaus unten | | Verbindung von S-Untertürkheim–SFS / –Rbf        | Verbindung von S-Untertürkheim–SFS / –Rbf        |
| Abzweig geradeaus und von rechts | | von Stuttgart-Untertürkheim                      | von Stuttgart-Untertürkheim                      |
| Bahnhof mit S-Bahn-Halt | 10,5 | Kornwestheim Pbf                                 | 301 m                                            |
| Abzweig geradeaus und von links | 12,2 | Abzw Kornwestheim Karlshöhe                      | Abzw Kornwestheim Karlshöhe                      |
| Strecke | | von Kornwestheim Rbf Nord-Ost                    | von Kornwestheim Rbf Nord-Ost                    |
| Abzweig geradeaus und von links | | von Kornwestheim Rbf Nord-West                   | von Kornwestheim Rbf Nord-West                   |
| Bahnhof mit S-Bahn-Halt | 14,0 | Ludwigsburg                                      | 295 m                                            |
| Abzweig geradeaus und nach rechts | | nach Backnang S 4                                | nach Backnang S 4                                |
| Abzweig geradeaus und nach links | | nach Markgröningen                               | nach Markgröningen                               |
| S-Bahnhof | 17,6 | Asperg                                           | 268 m                                            |
| S-Bahnhof | 20,2 | Tamm (Württ)                                     | 250 m                                            |
| Abzweig geradeaus und ehemals von rechts | | von Backnang (bis 1945)                          | von Backnang (bis 1945)                          |
| Bahnhof mit S-Bahn-Halt | 23,6 | Bietigheim-Bissingen S 5                         | 220 m                                            |
| Abzweig geradeaus und nach links | | Westbahn nach Bruchsal                           | Westbahn nach Bruchsal                           |
| ehemalige Blockstelle | 28,0 | Bk Forst                                         | Bk Forst                                         |
| Brücke über Wasserlauf | 28,5 | Enz, B 27 (205 m)                                | Enz, B 27 (205 m)                                |
| Haltepunkt / Haltestelle | 29,802 | Besigheim                                        | 192 m                                            |
| ehemalige Blockstelle | 30,400 | Awanst Besigheim BASF (bis 2014)                 | Awanst Besigheim BASF (bis 2014)                 |
| Bahnhof | 32,032 | Walheim (Württ)                                  | 185 m                                            |
| ehemalige Blockstelle | 34,900 | Kirchheim (Neckar) Gla Fa Cronimet (Awanst)      | Kirchheim (Neckar) Gla Fa Cronimet (Awanst)      |
| Haltepunkt / Haltestelle | 35,151 | Kirchheim (Neckar)                               | 180 m                                            |
| Tunnel | 36,400 | Kirchheimer Tunnel (584 m)                       | Kirchheimer Tunnel (584 m)                       |
| Abzweig geradeaus und ehemals von links | | ehem. von Leonbronn (bis 1995)                   | ehem. von Leonbronn (bis 1995)                   |
| Bahnhof | 40,511 | Lauffen (Neckar)                                 | 172 m                                            |
| Haltepunkt / Haltestelle | 46,475 | Nordheim (Württ)                                 | 163 m                                            |
| ehemaliger Haltepunkt / Haltestelle | 48,000 | Klingenberg (Württ)                              | 161 m                                            |
| Dienststation / Betriebs- oder Güterbahnhof | 49,200 | Heilbronn-Klingenberg (seit 1975)                | Heilbronn-Klingenberg (seit 1975)                |
| Dienststation / Betriebs- oder Güterbahnhof | 50,200 | Heilbronn Gbf Süd                                | Heilbronn Gbf Süd                                |
| ehemaliger Haltepunkt / Haltestelle | 50,600 | Heilbronn-Böckingen                              | 159 m                                            |
| Dienststation / Betriebs- oder Güterbahnhof | 51,242 | Heilbronn Gbf                                    | Heilbronn Gbf                                    |
| Abzweig geradeaus und ehemals nach links | | ehem. zur Kraichgaubahn                          | ehem. zur Kraichgaubahn                          |
| Abzweig geradeaus und von links | | von Karlsruhe S 4                                | von Karlsruhe S 4                                |
| Brücke über Wasserlauf | 52,000 | Kanalhafen Heilbronn (107 m)                     | Kanalhafen Heilbronn (107 m)                     |
| Abzweig geradeaus und nach links | | Hafenbahn Heilbronn                              | Hafenbahn Heilbronn                              |
| Abzweig geradeaus und nach rechts | | Stadtbahn HN West-Ost (seit 2001) S 4            | Stadtbahn HN West-Ost (seit 2001) S 4            |
| Bahnhof | 52,4+157 | Heilbronn Hbf                                    | 158 m                                            |
| Kilometer-Wechsel | 52,4+204,052,6+0,0 | Kilometrierungssprung Strecke 4900               | Kilometrierungssprung Strecke 4900               |
| Abzweig geradeaus und nach rechts | | nach Crailsheim                                  | nach Crailsheim                                  |
| Brücke über Wasserlauf | 53,100 | Neckar (60 m)                                    | Neckar (60 m)                                    |
| Brücke | 53,300 | B 39 (61 m)                                      | B 39 (61 m)                                      |
| Abzweig geradeaus und nach links | | Industriebahn Heilbronn                          | Industriebahn Heilbronn                          |
| Haltepunkt / Haltestelle | 53,903 | Heilbronn Sülmertor                              | 156 m                                            |
| Kreuzung mit U-Bahn geradeaus oben | | Stadtbahn HN Nord                                | Stadtbahn HN Nord                                |
| Strecke mit Straßenbrücke | 54,700 | Industriebrücke (59 m)                           | Industriebrücke (59 m)                           |
| Strecke mit Straßenbrücke | 57,600 | Neckartalbrücke der A 6 (1350 m)                 | Neckartalbrücke der A 6 (1350 m)                 |
| Abzweig geradeaus und von links | | Stadtbahn HN Nord von HN Harmonie S 41S 42       | Stadtbahn HN Nord von HN Harmonie S 41S 42       |
| Bahnhof | 58,160 | Neckarsulm                                       | 155 m                                            |
| Haltepunkt / Haltestelle | 58,691 | Neckarsulm Mitte                                 | Neckarsulm Mitte                                 |
| Haltepunkt / Haltestelle | 59,752 | Neckarsulm Nord                                  | Neckarsulm Nord                                  |
| ehemaliger Haltepunkt / Haltestelle | 61,385 | Bad Friedrichshall Süd (in Bau)                  | Bad Friedrichshall Süd (in Bau)                  |
| ehemaliger Haltepunkt / Haltestelle | 62,000 | Bad Friedrichshall-Kochendorf                    | 155 m                                            |
| Abzweig geradeaus und von links | 62,082 | Bad Friedrichshall Kochendorf Audi (Abzw)        | Bad Friedrichshall Kochendorf Audi (Abzw)        |
| Haltepunkt / Haltestelle | 62,145 | Bad Friedrichshall-Kochendorf                    | 155 m                                            |
| Kilometer-Wechsel | 62,5740062,57407 | Kilometrierungssprung (Fehllänge 0,07 m)         | Kilometrierungssprung (Fehllänge 0,07 m)         |
| Blockstelle | 62,600 | Bad Friedrichshall Salzwerk (Awanst)             | Bad Friedrichshall Salzwerk (Awanst)             |
| Brücke über Wasserlauf | 62,721 | Kocher (14 m)                                    | Kocher (14 m)                                    |
| Abzweig geradeaus und ehemals von rechts | | ehem. von Ohrnberg (bis 1993)                    | ehem. von Ohrnberg (bis 1993)                    |
| Bahnhof | 63,763 | Bad Friedrichshall Hbf                           | 155 m                                            |
| Abzweig geradeaus und nach links | | nach Sinsheim S 42                               | nach Sinsheim S 42                               |
| Abzweig geradeaus und nach links | | nach Neckarelz S 41                              | nach Neckarelz S 41                              |
| ehemaliger Haltepunkt / Haltestelle | 67,100 | Duttenberg-Obergriesheim (bis 1971)              | 156 m                                            |
| Haltepunkt / Haltestelle | 68,830 | Untergriesheim                                   | 160 m                                            |
| Haltepunkt / Haltestelle | 73,578 | Herbolzheim (Jagst)                              | 161 m                                            |
| Haltepunkt / Haltestelle | 75,121 | Neudenau                                         | 164 m                                            |
| Haltepunkt / Haltestelle | 78,699 | Siglingen                                        | 176 m                                            |
| Bahnhof | 81,618 | Züttlingen                                       | 179 m                                            |
| Brücke über Wasserlauf | 83,700 | Jagst (144 m)                                    | Jagst (144 m)                                    |
| Bahnhof | 85,040 | Möckmühl                                         | 181 m                                            |
| Abzweig geradeaus und ehemals nach rechts | | ehem. nach Dörzbach (bis 1988)                   | ehem. nach Dörzbach (bis 1988)                   |
| Haltepunkt / Haltestelle | 91,159 | Roigheim                                         | 201 m                                            |
| Kilometer-Wechsel | 91,79891,800 | Kilometrierungssprung (Fehllänge 2 m)            | Kilometrierungssprung (Fehllänge 2 m)            |
| Brücke über Wasserlauf | 93,114 | Seckach (47 m)                                   | Seckach (47 m)                                   |
| Haltepunkt / Haltestelle | 94,800 | Sennfeld                                         | 217 m                                            |
| Haltepunkt / Haltestelle | 98,044 | Adelsheim Ost                                    | 232 m                                            |
| Abzweig geradeaus und von links | | von Neckarelz S 1                                | von Neckarelz S 1                                |
| Bahnhof | 101,77681,287 | Osterburken S 1                                  | Osterburken S 1                                  |
| Kilometer-Wechsel | 82,0+101,182,1+0,0 | Kilometrierungssprung (Fehllänge 1 m)            | Kilometrierungssprung (Fehllänge 1 m)            |
| Haltepunkt / Haltestelle | 85,961 | Rosenberg (Baden)                                | 292 m                                            |
| ehemaliger Bahnhof | 88,900 | Hirschlanden                                     | 302 m                                            |
| Bahnhof | 93,067 | Eubigheim                                        | 333 m                                            |
| ehemaliger Dienststation / Betriebs- oder Güterbahnhof | 95,400 | Seewiese (Kehrbahnhof)                           | Seewiese (Kehrbahnhof)                           |
| Tunnel | 96,083 | Eubigheimer Tunnel (272 m)                       | Eubigheimer Tunnel (272 m)                       |
| ehemaliger Haltepunkt / Haltestelle | 99,700 | Uiffingen                                        | 313 m                                            |
| Wechsel des Eisenbahninfrastrukturunternehmens | 99,960 | Regionalbereichsgrenze Südwest/Süd               | Regionalbereichsgrenze Südwest/Süd               |
| Bahnhof | 104,046 | Boxberg-Wölchingen                               | 260 m                                            |
| ehemaliger Bahnhof | 105,900 | Schweigern (Baden)                               | 241 m                                            |
| ehemaliger Bahnhof | 109,000 | Unterschüpf                                      | 251 m                                            |
| ehemaliger Haltepunkt / Haltestelle | 110,900 | Sachsenflur                                      | 206 m                                            |
| Abzweig geradeaus und von rechts | | von Crailsheim                                   | von Crailsheim                                   |
| Bahnhof | 113,620 | Königshofen (Baden)                              | 192 m                                            |
| Bahnhof | 116,080 | Lauda                                            | 192 m                                            |
| Abzweig geradeaus und nach links | | nach Wertheim                                    | nach Wertheim                                    |
| Brücke über Wasserlauf | 117,900 | Eisenbahnbrücke Lauda; Tauber (81 m)             | Eisenbahnbrücke Lauda; Tauber (81 m)             |
| Haltepunkt / Haltestelle | 118,416 | Gerlachsheim                                     | 188 m                                            |
| Überleitstelle / Spurwechsel | 120,685 | Grünbach (Üst)                                   | Grünbach (Üst)                                   |
| Haltepunkt / Haltestelle | 122,923 | Grünsfeld                                        | 205 m                                            |
| Haltepunkt / Haltestelle | 126,481 | Zimmern (Main-Tauber)                            | 219 m                                            |
| Tunnel | 131,171 | Wittighäuser Tunnel (138 m)                      | Wittighäuser Tunnel (138 m)                      |
| Haltepunkt / Haltestelle | 131,671 | Wittighausen (Hp Üst)                            | 244 m                                            |
| Haltepunkt / Haltestelle | 133,715 | Gaubüttelbrunn                                   | 255 m                                            |
| Grenze | 134,752 | Landesgrenze Baden-Württemberg/Bayern            | Landesgrenze Baden-Württemberg/Bayern            |
| Haltepunkt / Haltestelle | 136,394 | Kirchheim (Unterfr) (seit 2001)                  | Kirchheim (Unterfr) (seit 2001)                  |
| ehemaliger Bahnhof | 137,200 | Kirchheim (Unterfr) (bis 2001)                   | 285 m                                            |
| ehemalige Blockstelle | 139,700 | Güterladestelle Moos (Unterfr)                   | Güterladestelle Moos (Unterfr)                   |
| Bahnhof | 143,242 | Geroldshausen                                    | 318 m                                            |
| ehemaliger Bahnhof | 148,600 | Reichenberg (Unterfr) (bis 1977)                 | 251 m                                            |
| Haltepunkt / Haltestelle | 149,410 | Reichenberg (Unterfr) (seit 2010)                | Reichenberg (Unterfr) (seit 2010)                |
| Strecke mit Straßenbrücke | 152,400 | Talbrücke Heidingsfeld der A 3 (664 m)           | Talbrücke Heidingsfeld der A 3 (664 m)           |
| Dienststation / Betriebs- oder Güterbahnhof | 153,702 | Würzburg-Heidingsfeld West                       | 184 m                                            |
| Abzweig geradeaus und von rechts | | von Treuchtlingen                                | von Treuchtlingen                                |
| Dienststation / Betriebs- oder Güterbahnhof | 154,015 | Würzburg-Heidingsfeld West Ültg (Bft)            | Würzburg-Heidingsfeld West Ültg (Bft)            |
| Strecke | | nach Würzburg Hbf                                | nach Würzburg Hbf                                |

Die Frankenbahn ist eine circa 180 Kilometer lange Eisenbahnstrecke im Norden Baden-Württembergs und im unterfränkischen Teil Bayerns, die Stuttgart über Heilbronn mit Würzburg verbindet. Der Name leitet sich von der auf einem Großteil der Strecke durchquerten Region Franken ab. Die Hauptbahn ist heute durchgehend elektrifiziert und fast vollständig zweigleisig ausgebaut.
Die Strecke ist Teil des Gesamtnetzes des Transeuropäischen Verkehrsnetzes.

## Bezeichnung
Die Bezeichnung „Frankenbahn“ für die Eisenbahnstrecke Stuttgart–Würzburg ist keine historische, sondern wurde erst ab 1996 im Rahmen der Regionalisierung durch den Betreiber, die Deutsche Bahn AG (DB), und den Besteller der SPNV-Leistungen, die Nahverkehrsgesellschaft Baden-Württemberg, geprägt.
Im Kursbuch wird die Strecke in der Tabelle 780 aufgeführt, die den Ast Bad Friedrichshall Hbf–Mosbach-Neckarelz enthält, welcher unter geografischen, betrieblichen und historischen Gesichtspunkten der Neckartalbahn zuzuordnen ist. Weitere Kursbuchtabellen, die einzelne Streckenabschnitte abdecken, sind die Nummern 790.4 und 790.5 für den Bereich der S-Bahn Stuttgart.
Einzelne Abschnitte der Strecke führen unterschiedliche offizielle Streckennummern: Der Abschnitt Stuttgart–Bietigheim-Bissingen wird als Teil der württembergischen Westbahn der Strecke 4800 Stuttgart–Bretten zugeordnet, die daran anschließende Strecke bis Osterburken führt die Nummer 4900. Die Fortsetzung weiter bis Würzburg-Heidingsfeld ist Teil der Strecke 4120, welche als Teil der badischen Odenwaldbahn historisch in Mosbach-Neckarelz beginnt.
Weitere historische Bezeichnungen für einzelne Abschnitte der Strecke sind „Centralbahn“ – dies war die erste württembergische Eisenbahnstrecke Esslingen–Stuttgart–Ludwigsburg, „Nordbahn“ – als Bezeichnung für die Verlängerung bis Heilbronn, „Untere Jagstbahn“ oder „Östliche Gabelbahn“ für den mittleren Streckenabschnitt von Bad Friedrichshall nach Osterburken und „Odenwaldbahn“ für den Abschnitt weiter bis Würzburg.

## Geographie
Der Verlauf der Strecke folgt im südlichen Teil in weiten Bereichen verschiedenen Flussläufen, während die geografischen Verhältnisse im nördlichen Teil eine Streckenführung nötig machten, die überwiegend quer zu größeren Flüssen verläuft. Der Verlauf des Neckars mit vielen Schleifen machte im Süden eine aufwendigere Trassierung nötig. Bei einer Luftlinie zwischen dem Stuttgarter und dem Heilbronner Hauptbahnhof von etwa 40 km beträgt die Länge der Bahnstrecke etwa 50 km, während eine durchgehende Streckenführung entlang des Neckars eine Länge von etwa 70 km bedeutet hätte.
Deshalb verlässt die Strecke kurz nach dem Bahnhof den Stuttgarter Talkessel und unterquert in einem Basistunnel den Pragsattel. Entlang der Stuttgarter Außenbezirke gewinnt die Strecke weiter an Höhe, um entlang der Hochfläche westlich des Neckars bei Kornwestheim einen Scheitelpunkt zu erreichen. Vorbei am Berg und der Festung Hohenasperg bei der Ortschaft Asperg nähert sich die Strecke dem Enztal, das bei Bietigheim erreicht wird. Die hier abzweigende Westbahn überquert das Enztal auf dem Bietigheimer Eisenbahnviadukt auf einer Höhe von etwa 33 m und führt vom Fluss weg, während die Strecke der Frankenbahn auf ihrer Seite verbleibt und bis Besigheim der Enz folgend fast annähernd das Flussniveau erreicht. Nach der dortigen Mündung der Enz in den Neckar folgt die Strecke sehr kurvenreich dem Neckartal, wobei lediglich eine Schleife bei Neckarwestheim durch den Kirchheimer Tunnel abgekürzt wird. In Heilbronn Hbf trifft sie auf die Kraichgaubahn und die Hohenlohebahn und ist in der Region Franken angelangt.
In Bad Friedrichshall-Jagstfeld verlässt die Strecke das Neckartal und schlägt eine nordöstliche Richtung ein. Sie führt im ebenfalls kurvenreichen Tal der Jagst bis Möckmühl flussaufwärts, von wo aus sie bis Adelsheim entlang der Seckach die Landschaft des Baulands erreicht. Entlang der Kirnau verläuft die Strecke über Osterburken und den mit 333 m ü. NN höchstgelegenen Bahnhof Eubigheim dieser Strecke durch den Eubigheimer Tunnel, der die Wasserscheide zwischen Neckar und Main unterquert. Weiter bis Königshofen nutzt die Trasse das Tal der Umpfer, die dort in die Tauber mündet.
Anschließend überquert die Strecke in Richtung Würzburg zwischen Lauda und Gerlachsheim mit der Eisenbahnbrücke Lauda die Tauber und gewinnt entlang des Grün- und des Wittigbachs an Höhe, wobei der Wittighäuser Tunnel wieder eine Schleife abkürzt. Der folgende Bahnhof Gaubüttelbrunn befindet sich noch in Baden-Württemberg, die eigentliche Ortschaft bereits in Bayern. Auf diesem Streckenabschnitt durchquert die Strecke das fruchtbare Hügelland des Ochsenfurter Gaus. Ab Geroldshausen senkt sich die Strecke durch den Reichenberger Grund bis hinab nach Würzburg-Heidingsfeld im Maintal.

## Geschichte
Die Frankenbahn entstand aus historischer Sicht aus drei unterschiedlichen Strecken:
- der württembergischen Zentralbahn zwischen Stuttgart und Ludwigsburg, bis 1846 erbaut,
- der württembergischen Nordbahn von Ludwigsburg nach Heilbronn,
- der östlichen Gabelbahn zwischen Heilbronn und Osterburken als Verbindung der badischen und württembergischen Bahnen und
- der badischen Odenwaldbahn zwischen Osterburken und Würzburg, aus Heidelberg kommend bis 1866 erbaut.

Neben der Odenwaldbahn und der Zentralbahn bestanden zum Bau der Strecke keine weiteren Bahnstrecken in der Region.

### Bau der Gabelbahn
Aufgrund eines zwischen Baden und Württemberg 1864 geschlossenen Staatsvertrags wurde eine Verbindung zwischen den beiden Bahnen hergestellt, die als „Untere Jagstbahn“ bezeichnet wurde. Diese wurde durch Württemberg erbaut, führte von Heilbronn über Jagstfeld nach Osterburken und der erste Abschnitt wurde am 11. September 1866 eröffnet. Am 27. September 1869 ging die Strecke Jagstfeld–Osterburken für Personen- sowie Wagenladungsverkehr im Betrieb.

### Weltkrieg und später

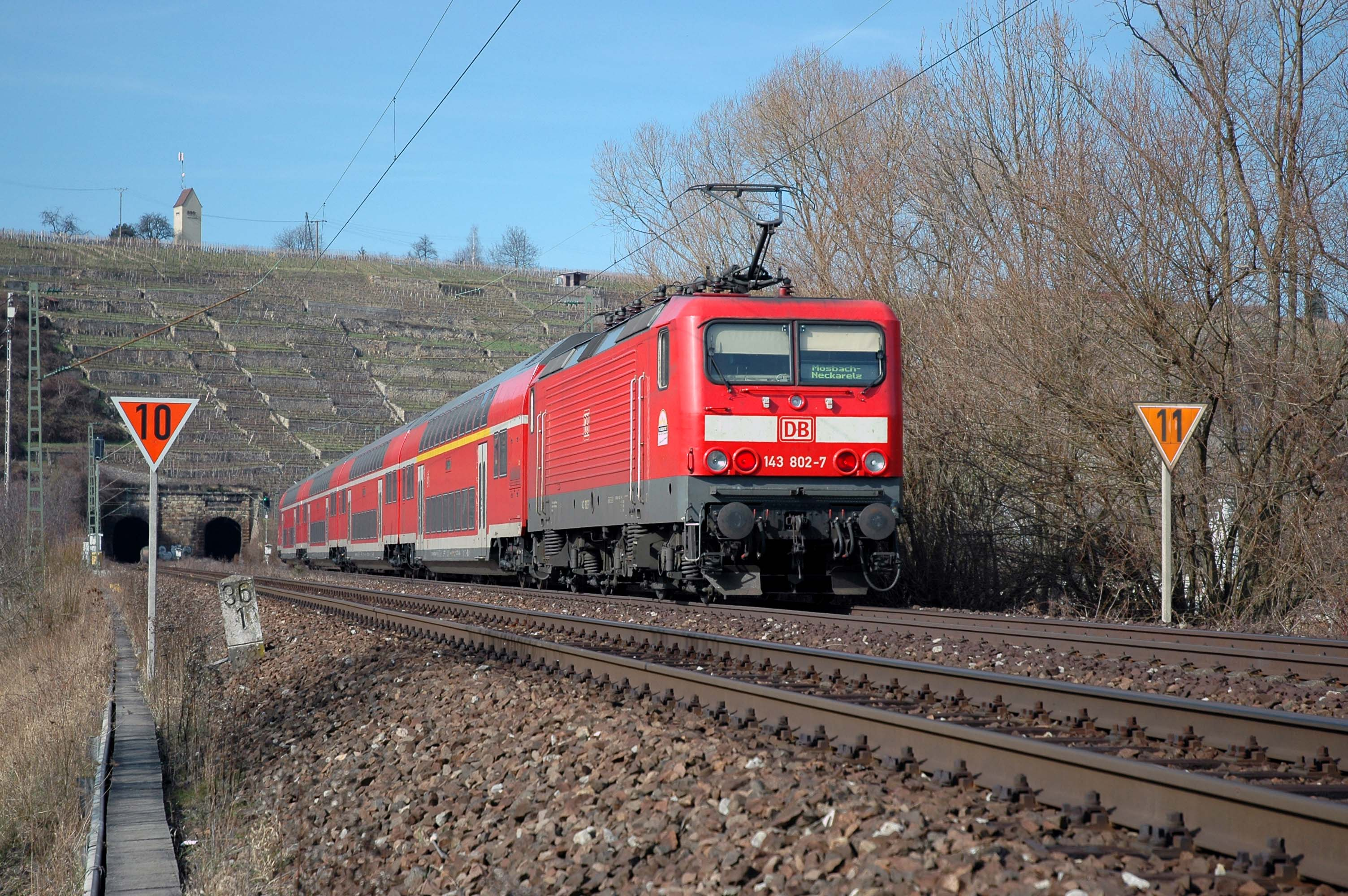
Regionalbahn von Stuttgart vor dem Kirchheimer Tunnel

In der Zeit vor dem Zweiten Weltkrieg verkehrten mehrere wichtige Schnellzüge zwischen Stuttgart und Berlin und nach 1945 zwischen Stuttgart und Hamburg, da dies die jeweils kürzeste Verbindung dieser beiden Städte war. Beispielsweise wurde die Strecke 1934 von diesen Zugpaaren befahren:
- D 11/12 Stuttgart–Berlin Anhalter Bahnhof
- D 13/14 Schaffhausen–Berlin Anhalter Bahnhof mit Kurswagen aus Rom
- D 15/16 Stuttgart–Berlin Anhalter Bahnhof

Nach dem Zweiten Weltkrieg wurde die Bahnstrecke elektrifiziert; dies begann 1959 von Süden her und war zum 1. Juni 1975 abgeschlossen. In der Folgezeit wurden viele an der Strecke gelegene Bahnhöfe – insbesondere zwischen Osterburken und Lauda – aufgegeben. Die Achse Würzburg–Berlin über Schweinfurt, Meiningen, Suhl und Erfurt wurde durch die deutsche Teilung unterbrochen und nach 1990 nicht im Umfang und Angebot wie zuvor wieder aufgenommen. Der Interregio „Rennsteig“, der von Stuttgart nach Erfurt verkehrte und der letzte auf der Frankenbahn verbliebene Fernzug war, wurde zum Fahrplanwechsel 2001 eingestellt. Noch 1981 fuhren beispielsweise je ein Tages- und ein Nacht-Schnellzug-Paar Stuttgart-Hamburg mit Halt u. a. in Heilbronn, Osterburken und Lauda. Seit Ende 2023 gibt es wieder planmäßigen durchgehenden Fernverkehr zwischen Stuttgart und Würzburg als ICE-Zugpaar. Der einzige bediente Zwischenbahnhof ist Heilbronn.
Dagegen gab es Verbesserungen im Nahverkehr:
Im Rahmen des 2. Ausführungsvertrages zur S-Bahn Stuttgart von 1975 wurde die Strecke zwischen 1976 und 1980 zwischen Ludwigsburg und Bietigheim von drei auf vier Gleise ausgebaut und die letzten höhengleichen Bahnübergänge beseitigt. Aufgrund der hohen Streckenbelastung – mit mehr als 250 Zügen pro Tag – wurden die Bauarbeiten in einer Vielzahl kleiner Schritte erledigt, in deren Rahmen nur eines der drei Streckengleise kurzzeitig gesperrt wurde. Am 29. September 1978 wurde der S-Bahn-Betrieb zwischen Stuttgart und Ludwigsburg aufgenommen, im Herbst 1980 folgte die S-Bahn-Linie Stuttgart–Ludwigsburg–Marbach (S 4).
Zum Fahrplanwechsel 2010/2011 im Dezember 2010 wurde der Haltepunkt Reichenberg (Unterfr) reaktiviert. Er wird seither von den Regionalbahnen zwischen Lauda und Würzburg angefahren.
Mitte Dezember 2014 wurde die zum Fahrplanwechsel 2013/2014 von der Heilbronner Innenstadt zum Bahnhof Neckarsulm in Betrieb genommene Linie S42 der Stadtbahn Heilbronn via Bad Friedrichshall Hbf und über die Elsenztalbahn nach Sinsheim (Elsenz) Hbf verlängert. Gleichzeitig wurde die neue Linie S41 in Betrieb genommen, welche ab Bad Friedrichshall Hbf über die Neckartalbahn nach Mosbach-Neckarelz und Mosbach (Baden) verkehrt.
Ein Antrag, im Rahmen des Bundesverkehrswegeplans 2030 zwischen Kornwestheim und Feuerbach zwei zusätzliche Gleise vorzusehen, wurde Ende November 2016 abgelehnt.

## Betrieb

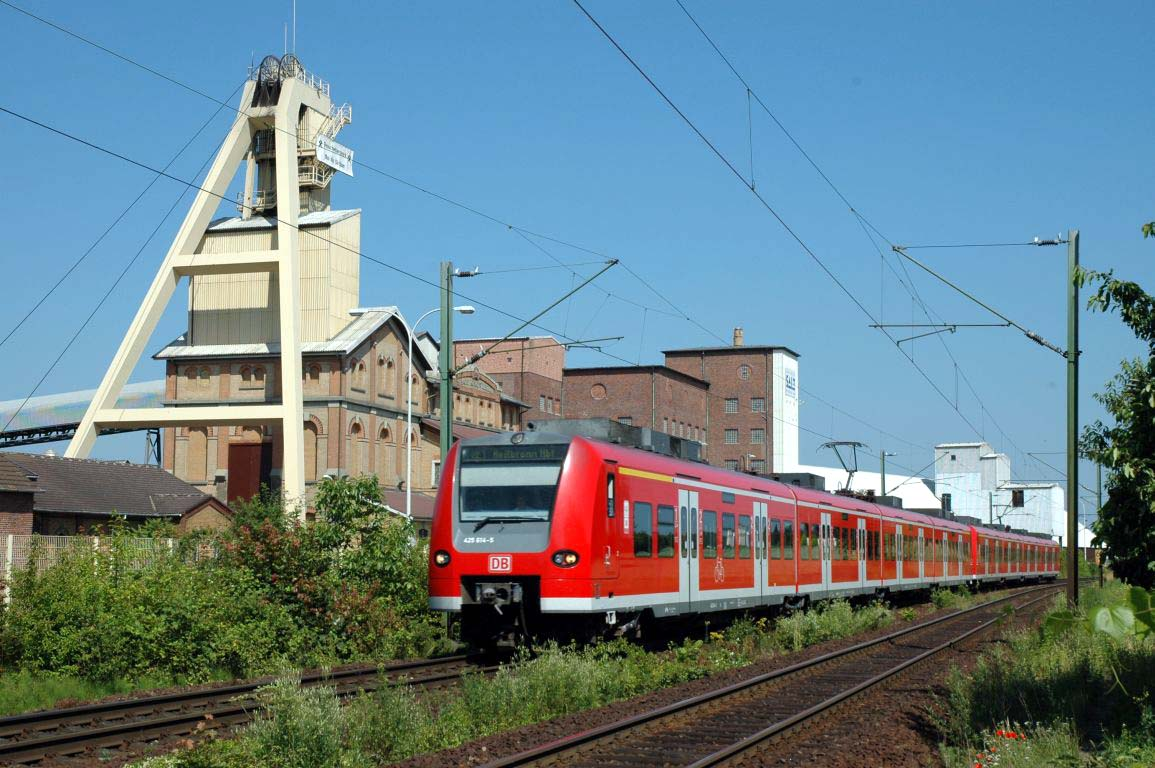
Regional-Express RE1 von Mannheim nach Heilbronn vor dem Salzbergwerk Bad Friedrichshall

### Personenverkehr

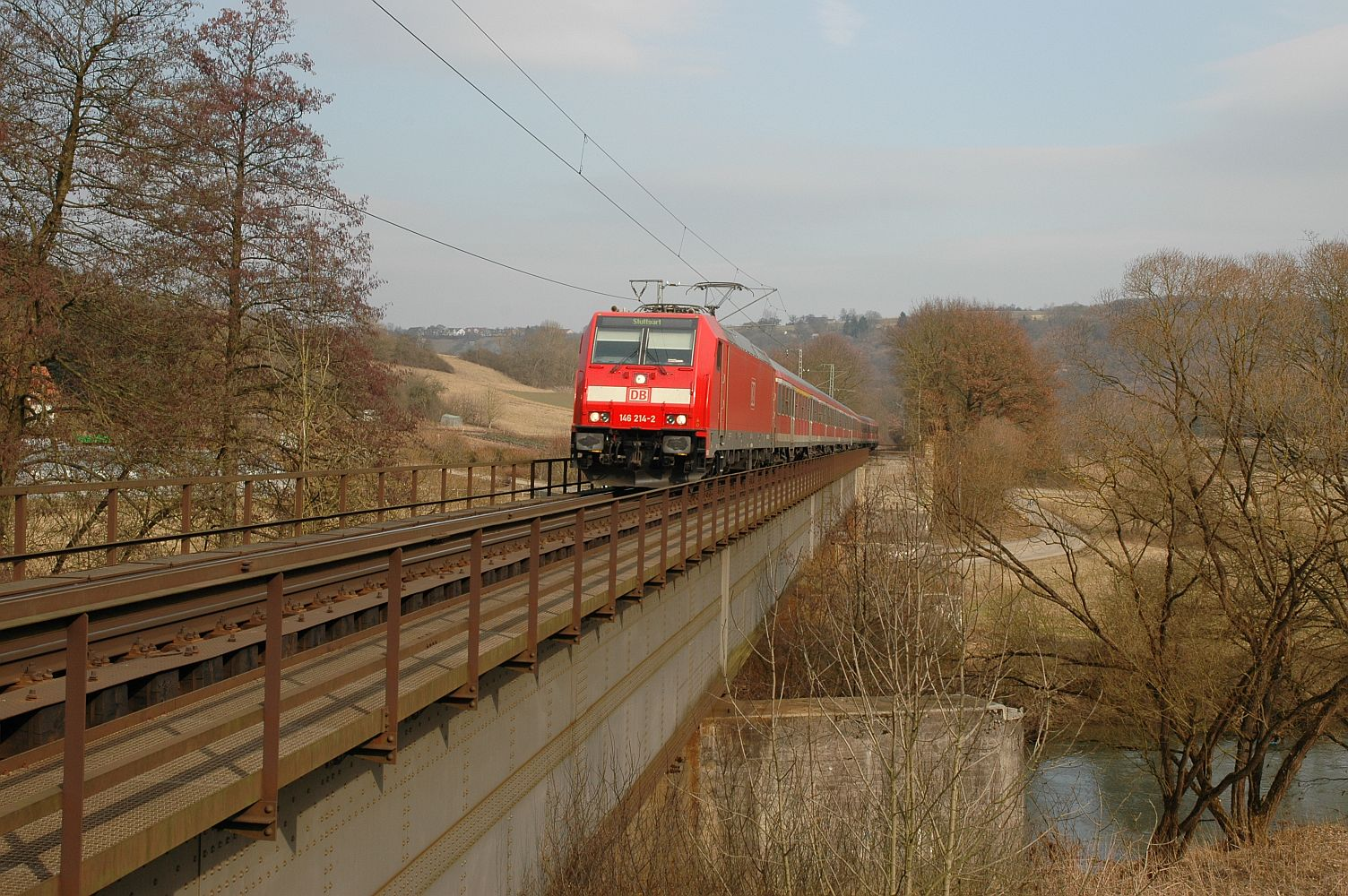
Regional-Express auf der eingleisigen Jagstbrücke

Die Nahverkehrslinien von Stuttgart und Heilbronn/Würzburg wurden im Jahr 2014 werktäglich von durchschnittlich 32.000 Menschen genutzt.
Bis Dezember 2019 wurde die Gesamtstrecke von DB Regio mit Regional-Express-Zügen im Zwei-Stunden-Takt befahren, die durch einige zusätzliche Züge ergänzt werden. Auf dem Zweig Stuttgart–Neckarsulm verkehrten von Ulm kommende Regionalbahnen, ebenso auf dem Abschnitt (Stuttgart–)Heilbronn–Osterburken. Vereinzelt fuhren zwischen Osterburken und Lauda Regionalbahnen. Auf all diesen Linien wurden lokbespannte Reisezüge mit n-Wagen oder Doppelstockwagen, bespannt mit Lokomotiven der Baureihen 111, 112, 114, 143, 146, 147, früher auch 110, eingesetzt. Zwischen Lauda und Würzburg gab es einen Zwei-Stunden-Takt mit Dieseltriebwagen der Baureihen 628 und 642 der Westfrankenbahn in Form von Regionalbahnen, die ab Lauda teilweise weiter nach Bad Mergentheim oder Crailsheim über die Taubertalbahn geführt wurden.
2015 wurde bekannt, dass die DB Regio AG ab 2019 alle Linien innerhalb der Stuttgarter Netze an die Betreiber Go-Ahead und Abellio abgeben wird. Seit dem Fahrplanwechsel im Dezember 2019 wird durch Go-Ahead die Linie RE 8 (Stuttgart – Würzburg) im Stundentakt angeboten. Durch SWEG Bahn Stuttgart, die Abellio Rail Baden-Württemberg übernommen hat, werden die Linien RE 10a/b (Heilbronn – Bad Friedrichhall – Mosbach-Neckarelz/ – Bad Rappenau – Heidelberg – Mannheim), MEX 18 (Tübingen – Stuttgart – Heilbronn – Osterburken) und MEX 12 (Tübingen – Stuttgart – Heilbronn) bedient. Die Linien des MEX 12 und des MEX 18 ergänzen sich zu einem annähernden 30-Minuten-Takt.
Mit dem Anbieterwechsel war der Einsatz modernen Zugmaterials im schwarz-weiß-gelben bwegt-Landesdesign vorgesehen. Die Talent-3-Triebzüge des Herstellers Bombardier sowie die Flirt 3 von Stadler verfügen über Klimaanlagen, Fahrrad- und Kinderwagenstellplätze sowie WLAN, Steckdosen und Handyverstärker. Aufgrund von Lieferverzögerungen bei den für die Linie RE 10, 12 und RB 18 bestimmten Neufahrzeugen mussten Fahrgäste, welche von Tübingen nach Mannheim fahren wollten, vorerst in Heilbronn umsteigen. Diese temporäre Lösung wird von Abellio zur Vermeidung von Verspätungen fortgesetzt und die Linie RE 10 wurde endgültig geteilt, sodass ein Umstieg in Heilbronn erforderlich ist. Bis Juni 2020 fuhr DB Regio die Leistungen von Go-Ahead mit Doppelstockwagen und Loks der Baureihe 147. Diese Fahrten der DB Regio wurden nicht als RE 8 bezeichnet, sondern als IRE 8. Zwischen Juni und Dezember fuhren Wedler Franz Logistik und TRI mit n-Wagen, y-Wagen, DR-Doppelstockwagen und großteils mit Loks der Baureihe 185. Bis Dezember 2020 fuhren auch Elektrotriebwagen der Baureihe 425 auf der RB 18, sowie bis Oktober kürzere, jedoch ähnliche Züge der Baureihe 426.
Nachdem es nach dem Betreiberwechsel seit Dezember 2019 zu häufigen Klagen wegen Zugausfällen, mangelnder Transportkapazität und Unpünktlichkeit gekommen war, sollte die DB Regio im Auftrag des Landes Baden-Württemberg auf der Strecke wieder Doppelstockwagen verkehren lassen, um eine Verbesserung herbeizuführen. Im Mai 2020 schließlich wurde bekannt, dass das Verkehrsministerium unter Kooperation von Go-Ahead für die Frankenbahn befristet auf zwei Jahre einen neuen Betreiber sucht. Ab Dezember 2020 übernahm Go-Ahead den Betrieb des RE 8 komplett; die Ersatzzüge des IRE 8 werden seitdem nicht mehr benötigt.
Der zuvor von der Westfrankenbahn betriebene Streckenabschnitt Lauda-Würzburg wurde im Dezember 2018 an DB Regio Bayern übergeben. Zum Einsatz kamen Elektrotriebwagen der Baureihe 425, die inzwischen größtenteils durch die Baureihe 440 ersetzt wurden. Die Linie wird als RB 85 geführt. Die Verdichtung zum Stundentakt zwischen Lauda und Osterburken wird durch eine finanzielle Beteiligung der Landkreise ermöglicht (Stand: 2018). Dazu werden von Montag bis Freitag die Regionalbahnen aus Würzburg verlängert, am Wochenende verkehren Busse. Einzelne Verstärker-Zugpaare zwischen Lauda und Osterburken werden von der Westfrankenbahn mit Dieseltriebwagen der Baureihe 642 betrieben. Wenn während des dreijährigen Probebetriebs mehr als 500 Fahrgäste im Linienschnitt befördert werden, wird das Land künftig die gesamten Betriebskosten übernehmen. Ende 2020, während der COVID-19-Pandemie in Deutschland, seien rund 300 Fahrgäste gezählt worden. Im März 2022 wurde die Verlängerung des Probebetriebs bis Dezember 2023 angekündigt, da der massive und bundesweite coronabedingte Rückgang der Nachfrage 2021 die Ergebnisse des Probebetriebs nicht belasten soll. 2023 wurde der Übergang vom Probebetrieb in einen dauerhaften Regelbetrieb ab Dezember 2023 unter Mitfinanzierung der Landkreise beschlossen.
Der Abschnitt Stuttgart–Bietigheim-Bissingen ist in das Netz der Stuttgarter S-Bahn als Linie S5 integriert.

### Ausbau
Die Frankenbahn ist fast durchgehend zweigleisig ausgebaut, lediglich ein 3,7 km langer Abschnitt im Bereich der Brücke über die Jagst zwischen Züttlingen und Möckmühl ist eingleisig. Durch einen Ausbau dieses Stückes wäre ein günstigerer Fahrplan möglich und Verspätungen würden weniger häufig entstehen. Für die Umsetzung wird mit Baukosten in Höhe von 22,3 Mio. € gerechnet; sie ist Gegenstand eines Konfliktes zwischen dem Land Baden-Württemberg und der DB Netz AG als Betreiberin der Strecken-Infrastruktur. Während das Land auf einen Ausbau besteht, möchte die Deutsche Bahn die Planung erst wieder fortsetzen, wenn diese durch das Land finanziert wird, ungeachtet dessen, ob es zum Ausbau kommt oder nicht.

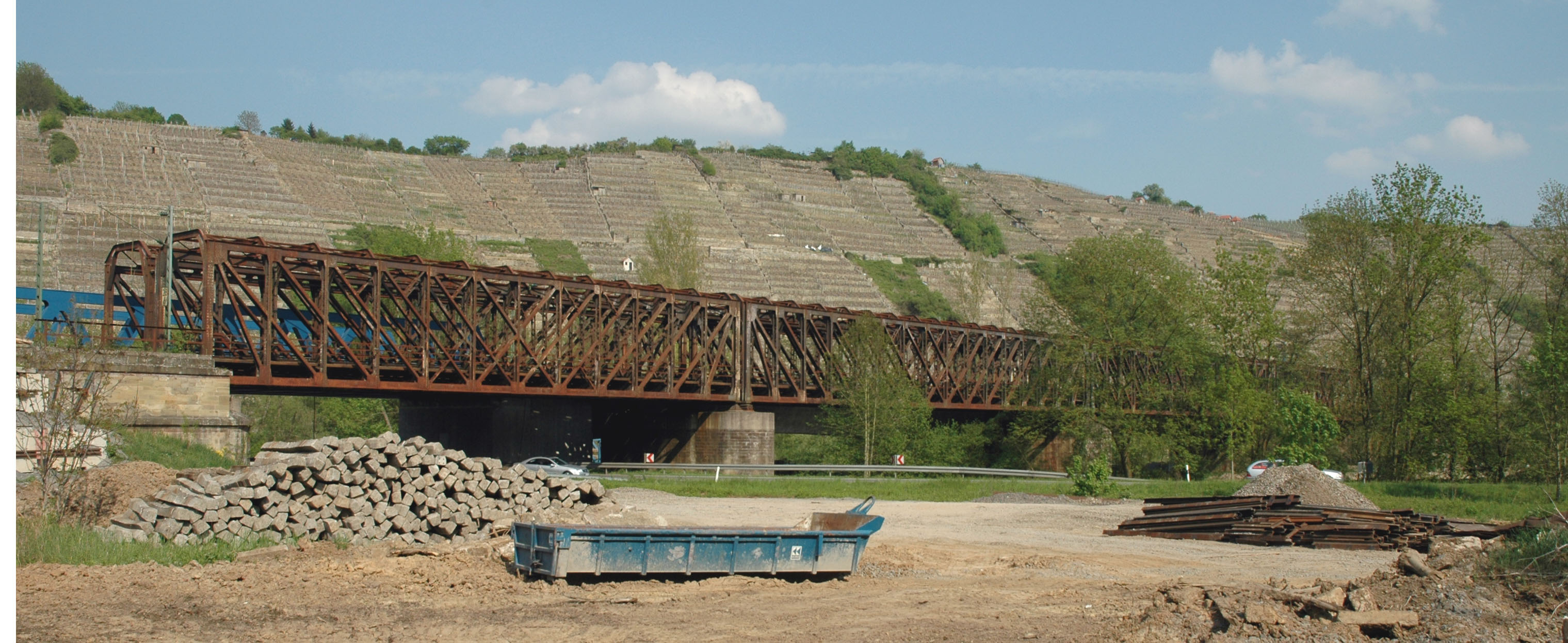
Alte (vorne) und neue (hinten) Enzbrücke kurz vor Zerlegung der alten Konstruktion (Mai 2006)

Die im Jahr 1874 in Betrieb genommene 221 m lange Fachwerkbrücke über die Enz und die B 27 zwischen Bietigheim-Bissingen und Besigheim war in marodem Zustand und konnte darum nur noch mit geringer Geschwindigkeit befahren werden. Deshalb wurde sie von 2004 bis 2006 vollständig durch einen Neubau ersetzt. Das neben der alten Brücke errichtete 205 m lange Nachfolge-Bauwerk besteht aus einer fünffeldrigen Spannbeton-Hohlkastenbalkenbrücke und einer stählernen Fachwerk-Trogbrücke. Als außergewöhnliche Maßnahme musste ein 130 m langer nachfolgender Abschnitt in Richtung Besigheim aufgrund mangelnder geologischer Stabilität mit über 40 m tiefen Pfahlgründungen und einer Spannbetonplatte, die aus Lärmschutzgründen im Damm verborgen ist, gesichert werden. Im Dezember 2005 wurde zuerst das nordwärts nach Heilbronn führende Streckengleis auf die neue Brücke verschwenkt, im Juni 2006 folgte das südwärts in Richtung Bietigheim führende. Die alte Konstruktion wurde abgetragen und verschrottet, die unmittelbare Umgebung renaturiert. Lediglich ein Brückenelement wurde als Baudenkmal erhalten und ist heute über einen Radweg erreichbar. Die Kosten für den Neubau beliefen sich auf rund 17 Mio. €.
Im Juni 2007 wurde von elf Anliegergemeinden der Strecke die Arbeitsgemeinschaft Frankenbahn gegründet, die sich für eine deutliche Aufwertung der Verbindung Stuttgart–Würzburg einsetzen will. Sie fordert neben der Wiederherstellung des zweiten Gleises im Bereich Züttlingen und der Beseitigung der Langsamfahrstellen einen durchgehenden Stundentakt, wie ihn die Nahverkehrsgesellschaft Baden-Württemberg bereits seit mehreren Jahren plant, sowie den Einsatz neuer Fahrzeuge mit Neigetechnik, um die Fahrtzeiten zu senken. Diese wurden (fälschlich) schon als „länger als noch vor dem Zweiten Weltkrieg“ bezeichnet. Der Einsatz von Neigetechnikfahrzeugen wurde bereits 1999 in einem Gutachten untersucht, das eine mögliche Verkürzung der Reisezeit zwischen Heilbronn und Würzburg von 88 Minuten auf 73 Minuten ermittelte und die Kosten für die dafür erforderlichen Infrastrukturanpassungen auf 65 Millionen Deutsche Mark schätzte. Das Verkehrsministerium nimmt an, dass die Kosten heute „um ein Vielfaches höher“ wären.
Im Oktober 2018 begannen die Erneuerungsarbeiten im Wittighäuser Tunnel, welche durch eine Aufweitung des Tunnelquerschnitts auch eine Begegnung von modernen Güterzügen ermöglichen. Die Bauarbeiten sollen bis im Dezember 2019 abgeschlossen werden, wobei der erneuerte Tunnel bereits am 11. September 2019 in Betrieb genommen wurde. Während der Hauptbauphase war der betroffene Streckenabschnitt voll gesperrt.
Zur Stabilisierung des Betriebs sind ein Elektronisches Stellwerk in Osterburken und die Beseitigung einer Langsamfahrstelle in Neudenau geplant. Im Bahnhof Lauda sind 740-m-Überholgleise vorgesehen. Bahnübergänge sollen nicht beseitigt werden.

### Ausblick
Die dem Bundesverkehrswegeplan 2030 zu Grunde liegende Verkehrsprognose erwartet zwischen Stuttgart-Feuerbach und -Zuffenhausen ein Verkehrsbelastung von 360 Zügen (Summe beider Richtungen), davon 164 Fern- und 196 Regionalzüge. Dies entspricht gegenüber dem Bezugsfall einer Zunahme von 32 Fernzügen, im Regionalverkehr sind keine Steigerungen vorgesehen.
Mitte Oktober 2019 beschloss der Verkehrsausschuss des Landtags von Baden-Württemberg einstimmig, dass sich das Land für „die Kapazitätserweiterung des Nordzulaufs Feuerbach/Zuffenhausen um ein 5./6. Gleis als Maßnahme zur Realisierung des Deutschland-Takts“ einsetzen solle. Damit solle eine Lücke zwischen dem Ende der Schnellfahrstrecke und dem Beginn der Stuttgart-21-Infrastruktur in Feuerbach geschlossen werden. Dazu wird ein rund zehn Kilometer langer Tunnel zwischen der Schnellfahrstrecke von Mannheim und dem Hauptbahnhof erwogen.
Im Rahmen einer durch das Land Baden-Württemberg finanzierten und von der Deutschen Bahn durchgeführten Studie sollen Maßnahmen zur Verbesserung von Kapazität und Pünktlichkeit zwischen Heilbronn und Osterburken untersucht werden. In vier Arbeitspaketen sollen u. a. Rahmenbedingungen und Status quo erfasst, Maßnahmen entwickelt und im Hinblick auf Kosten und Nutzen bewertet, sowie Fahrplankonzepte und eine schrittweise Umsetzung entwickelt werden. Die Studie wurde Ende 2020 begonnen und soll im August 2021 abgeschlossen werden.
Zur Anbindung des neuen Gewerbegebiets Obere Fundel wurde im März 2025 mit dem Bau des Haltepunkts Bad Friedrichshall Süd mit zwei Außenbahnsteigen mit einer Länge vom 140 m und einer Bahnsteighöhe von 55 cm zwischen Neckarsulm und Kochendorf begonnen.
Die Frankenbahn soll zwischen Bietigheim-Bissingen und Stuttgart in den Digitalen Knoten Stuttgart integriert werden. Eine Untersuchung von 2019 erwartet durch die Nutzung von optimiertem ETCS, gegenüber der bislang im Rahmen von Stuttgart 21 geplanten Signalisierung, im Streckenabschnitt zwischen Zuffenhausen und Stuttgart eine Verkürzung der Mindestzugfolgezeiten um rund 20 Prozent.
2023 forderten die Landräte des Main-Tauber- und Neckar-Odenwald-Kreises zusammen mit acht Bürgermeistern von Gemeinden an der Frankenbahn sowie der Bürgerinitiative „Frankenbahn für Alle“ mit einem Positionspapier und einer Unterschriftenaktion die Ertüchtigung von Haltepunkten zwischen Lauda und Osterburken sowie die Überführung des vertakteten Probebetriebs mit stündlichen Halten in einen Regelbetrieb. Von Seiten der Bahn wurden die Forderungen aufgrund der geringen Reisendenzahlen und der noch offenen verkehrlichen Entwicklung als derzeit nicht möglich abgelehnt. Verkehrsminister Hermann sieht bezüglich eines Ausbaus den Bund „als Eigentümer am Zug, der eine grundgesetzliche Verantwortung für die Eisenbahninfrastruktur“ habe.

### Unfälle
Im Juni 1959 kam es bei Lauffen am Neckar auf einem Bahnübergang zum Zusammenstoß eines Eilzuges mit einem vollbesetzten Linienbus, bei dem 45 Menschen starben. 

Am 12. August 1984 ereignete sich im Bereich der südlichen Einfahrt des Vorbahnhofs des Heilbronner Güterbahnhofs (Bahnhofsteil Heilbronn-Klingenberg) ein Eisenbahnunfall, als ein Nachtschnellzug einen Gleiswechsel mit zu hoher Geschwindigkeit befuhr. Drei Menschen starben, 35 wurden schwer und 21 leicht verletzt. 